# Immutable
Immutable – dziewiąty album studyjny szwedzkiej grupy muzycznej Meshuggah, wydany 1 kwietnia 2022 r. nakładem wytwórni Atomic Fire Records.
Utwory The Abysmal Eye, Light the Shortening Fuse oraz I Am That Thirst zostały opublikowane jako single przed wydaniem albumu. Teledyski zrealizowano do utworów The Abysmal Eye oraz Broken Cog.

## Lista utworów
Na podstawie materiału źródłowego:
| Nr  | Tytuł utworu                 | Słowa                | Muzyka                        | Długość |
| --- | ---------------------------- | -------------------- | ----------------------------- | ------- |
| 1.  | „Broken Cog”                 | Mårten Hagström      | Mårten Hagström               | 05:35   |
| 2.  | „The Abysmal Eye”            | Tomas Haake          | Dick Lövgren                  | 04:55   |
| 3.  | „Light the Shortening Fuse”  | Mårten Hagström      | Mårten Hagström               | 04:28   |
| 4.  | „Phantoms”                   | Tomas Haake          | Tomas Haake, Dick Lövgren     | 04:53   |
| 5.  | „Ligature Marks”             | Mårten Hagström      | Mårten Hagström               | 05:13   |
| 6.  | „God He Sees in Mirrors”     | Tomas Haake          | Dick Lövgren                  | 05:28   |
| 7.  | „They Move Below”            | utwór instrumentalny | Mårten Hagström               | 09:35   |
| 8.  | „Kaleidoscope”               | Tomas Haake          | Tomas Haake, Dick Lövgren     | 04:07   |
| 9.  | „Black Cathedral”            | utwór instrumentalny | Mårten Hagström               | 02:00   |
| 10. | „I Am That Thirst”           | Tomas Haake          | Mårten Hagström               | 04:40   |
| 11. | „The Faultless”              | Tomas Haake          | Mårten Hagström               | 04:48   |
| 12. | „Armies of the Preposterous” | Tomas Haake          | Mårten Hagström, Dick Lövgren | 05:15   |
| 13. | „Past Tense”                 | utwór instrumentalny | Mårten Hagström               | 05:46   |
|     |                              |                      |                               | 1:06:43 |

## Twórcy
Na podst. materiału źródłowego:
- Jens Kidman – wokal prowadzący
- Fredrik Thordendal – gitara
- Tomas Haake – perkusja
- Mårten Hagström – gitara
- Dick Lövgren – gitara basowa
- Vlado Meller – mastering
- Staffan Karlsson, Rickard Bengtsson – miksowanie
- Luminokaya – oprawa graficzna